# Farm Loong
Farm Loong (* 9. Februar 2000) ist ein malaysischer Leichtathlet, der sich auf das Kugelstoßen spezialisiert hat.

## Karriere
Erste internationale Erfahrungen sammelte Muhammad Farm Loong im Jahr 2022, als er bei den Südostasienspielen in Hanoi mit einer Weite von 16,62 m den sechsten Platz im Kugelstoßen belegte.
In den Jahren 2021 und 2022 wurde Loong malaysischer Meister im Kugelstoßen.